# Pavla
Pavla je ženské křestní jméno odvozené z latinského paulus (malý, nepatrný). Jeho mužským protějškem je Pavel. Podle českého kalendáře má svátek 22. června. Stejného původu a významu je Pavlína, která má svátek 31. srpna.

## Statistické údaje
Následující tabulka uvádí četnost jména v ČR a pořadí mezi ženskými jmény ve srovnání dvou roků, pro které jsou dostupné údaje MV ČR – lze z ní tedy vysledovat trend v užívání tohoto jména:
| Rok       | Četnost    | Pořadí   |
| 1999      | 42 311     | 36.      |
| 2002      | 42 440     | 37.      |
| Porovnání | o 129 více | o 1 hůře |

Změna procentního zastoupení tohoto jména mezi žijícími ženami v ČR (tj. procentní změna se započítáním celkového úbytku žen v ČR za sledované tři roky) je +1,1%.

## Varianty
- Paula (německy, anglicky)
- Paola
- Pavla (česky)

## Slavné nositelky jména

### Svatí a blahoslavení
- sv. Pavla Římská

- bl. Pavla Isla Alonso
- bl. Pavla Alžběta Cerioliová
- bl. Pavla Gambara Costa
- bl. Pavla Montal Fornés
- sv. Pavla Frassinettiová

### Ostatní
- Paula Abdul – americká zpěvačka
- Pavla Charvátová – česká moderátorka
- Pavlína Jíšová (vl. jménem Pavla Jíšová) – česká zpěvačka
- Pavla Plevková – česká vědkyně
- Pavla Marsálková – herečka
- Paula von Preradović – spisovatelka
- Pavla Tomicová – herečka
- Pavla Hamáčková – česká atletka
- Pavla Horáková – spisovatelka